# Нова-Бресия
Нова-Бресия (порт. Nova Bréscia) — муниципалитет в Бразилии, входит в штат Риу-Гранди-ду-Сул. Составная часть мезорегиона Восточно-центральная часть штата Риу-Гранди-ду-Сул. Входит в экономико-статистический микрорегион Лажеаду-Эстрела. Население составляет 3007 человек на 2006 год. Занимает площадь 102,183 км². Плотность населения — 29,4 чел./км².
Праздник города — 11 апреля.

## История
Город основан 28 декабря 1964 года.

## Статистика
- Валовой внутренний продукт на 2003 составляет 69 908 028,00 реалов (данные: Бразильский институт географии и статистики).
- Валовой внутренний продукт на душу населения на 2003 составляет 22 928,18 реала (данные: Бразильский институт географии и статистики).
- Индекс развития человеческого потенциала на 2000 составляет 0,822 (данные: Программа развития ООН).

## Галерея

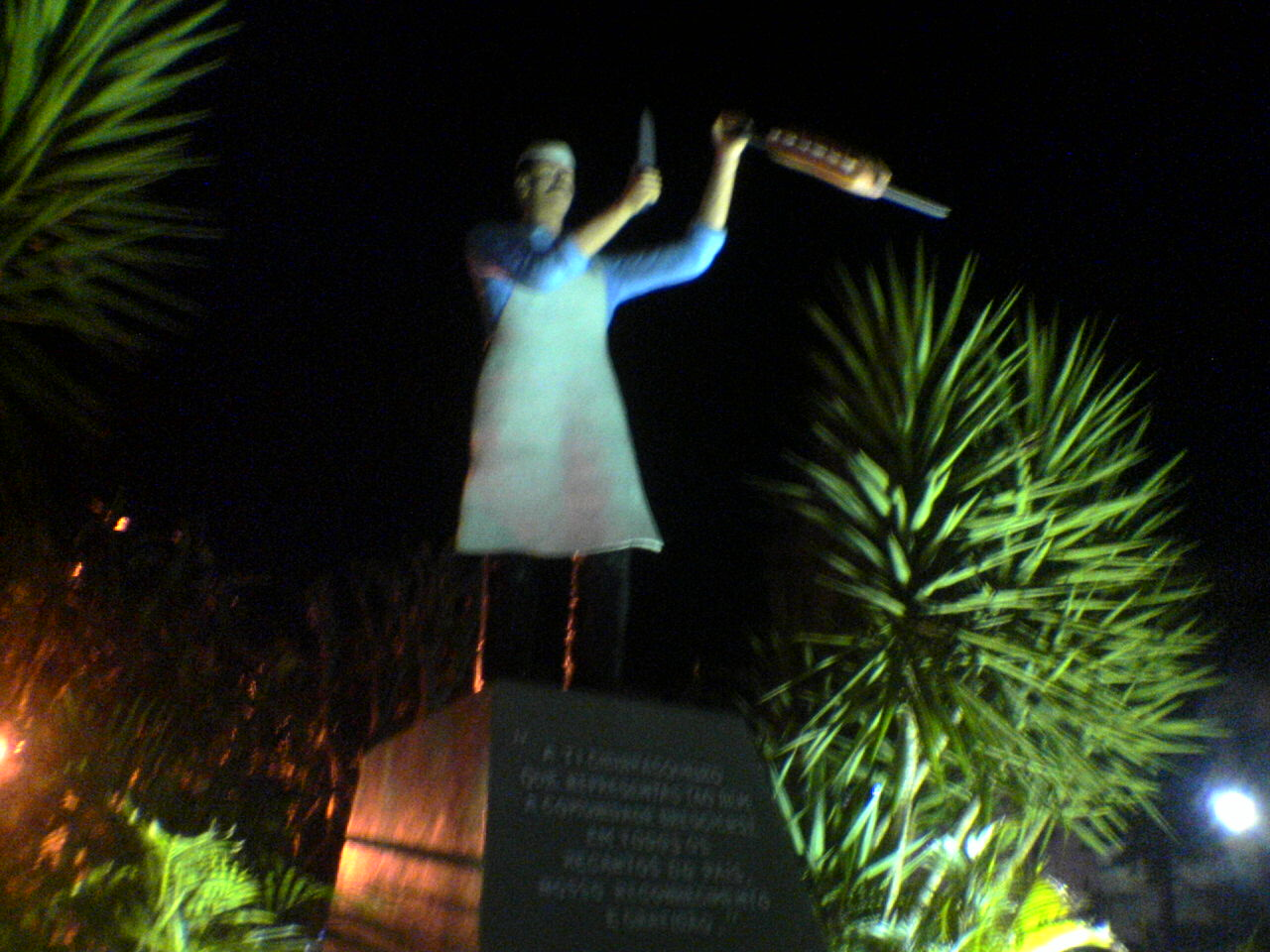
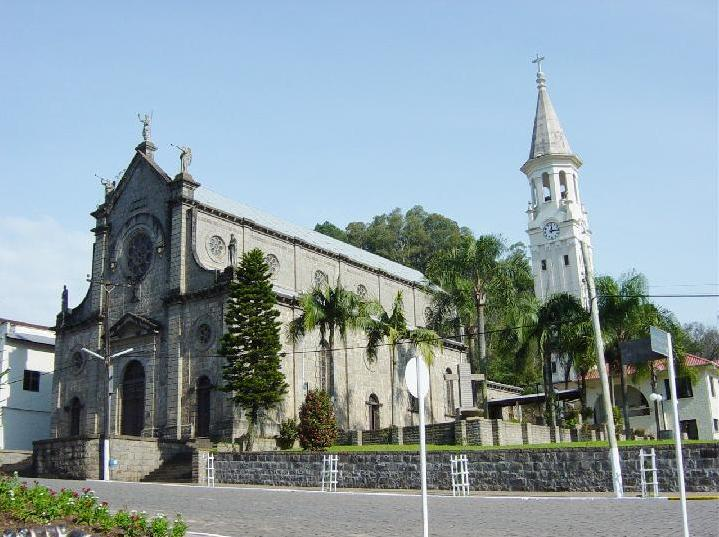
Собор
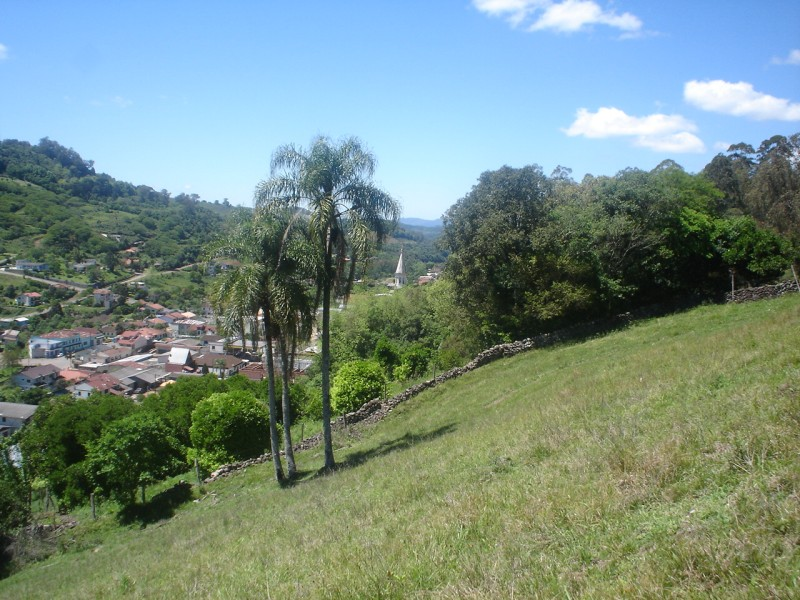
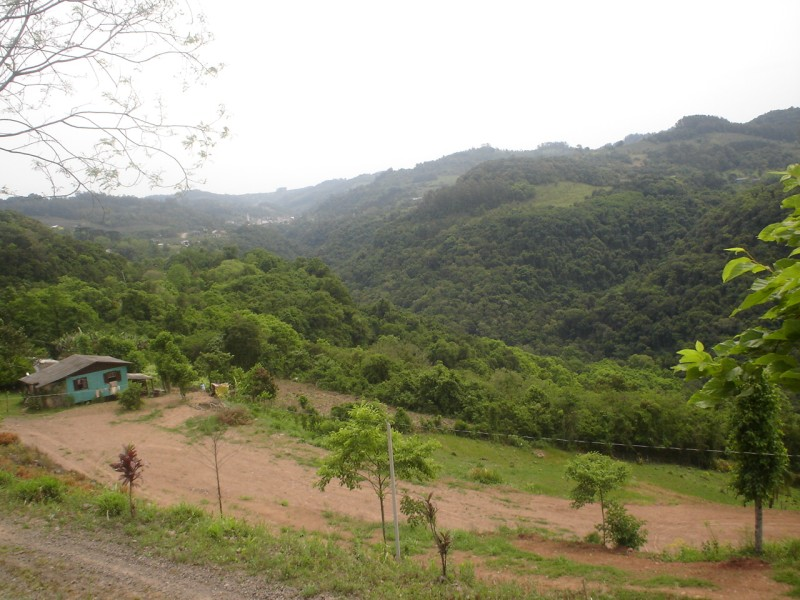
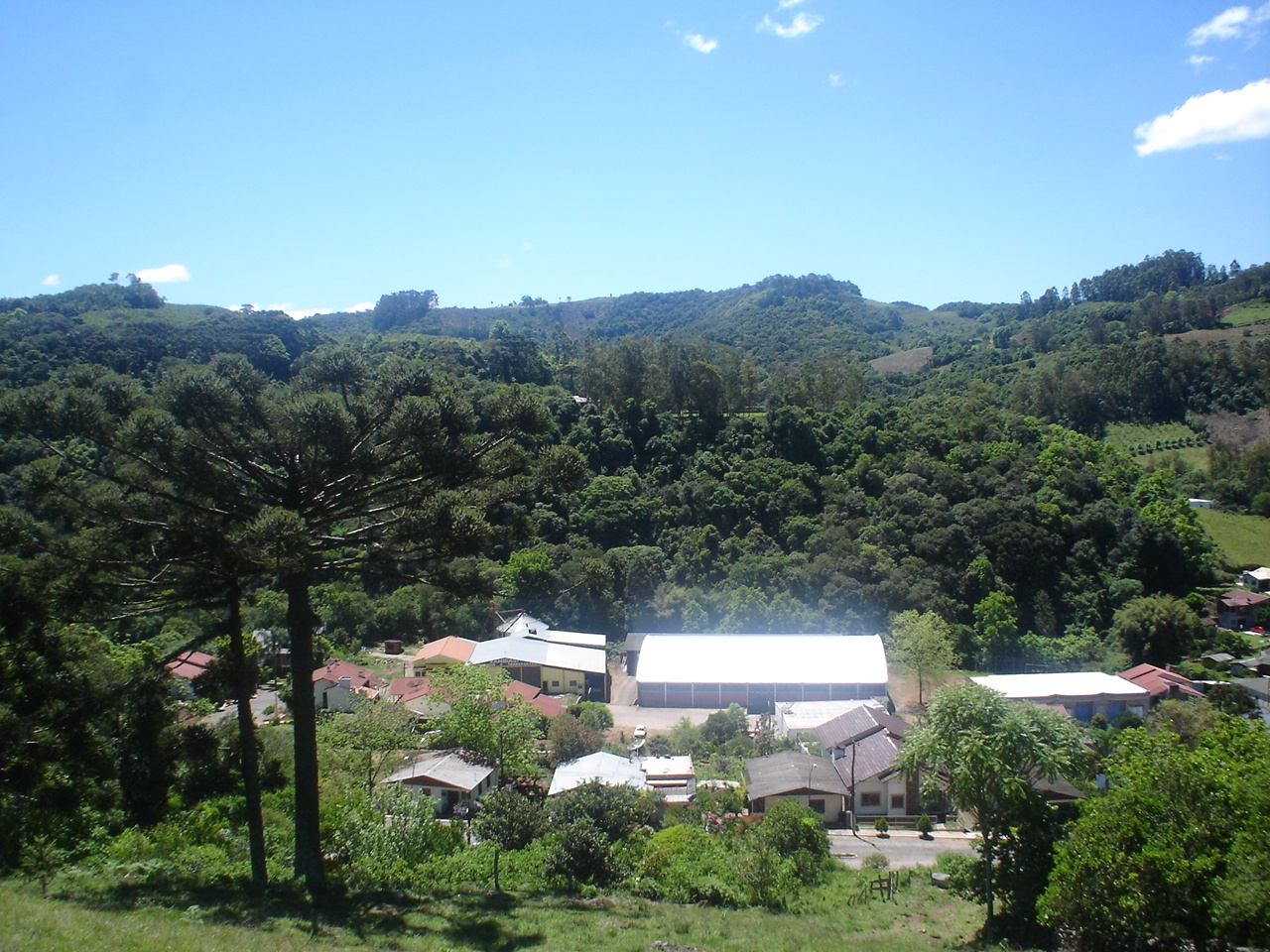
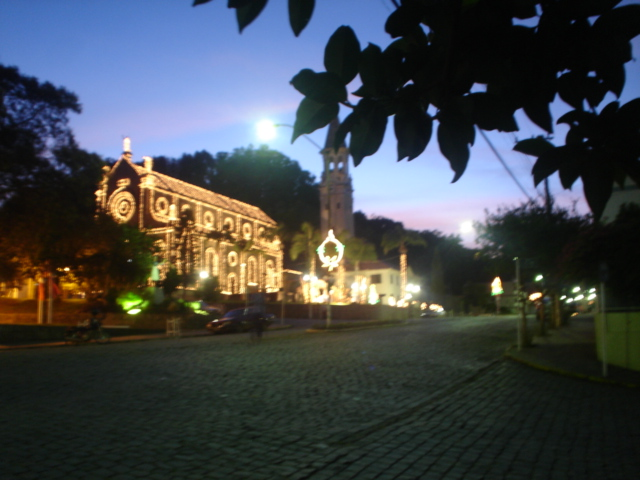
Собор
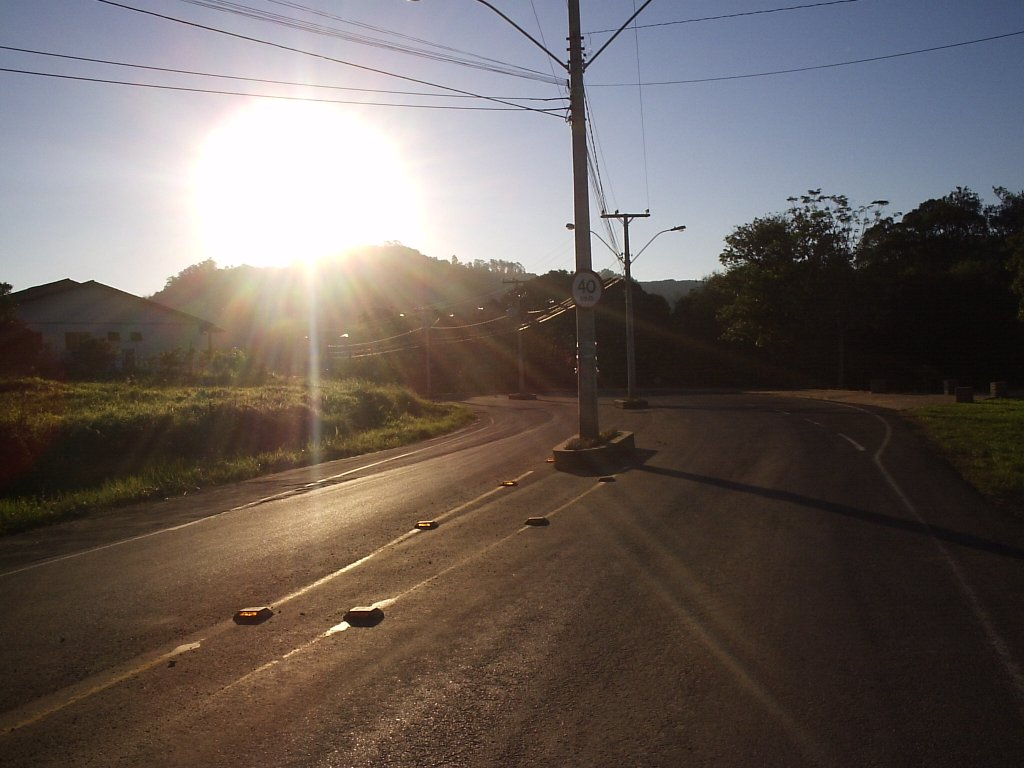
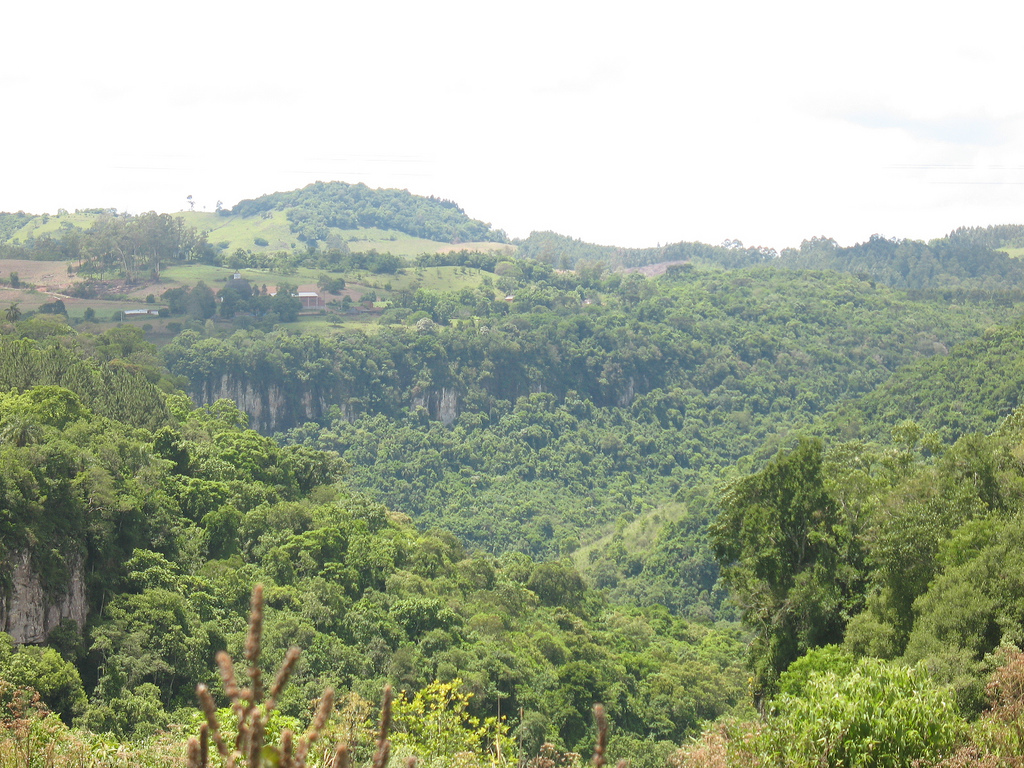
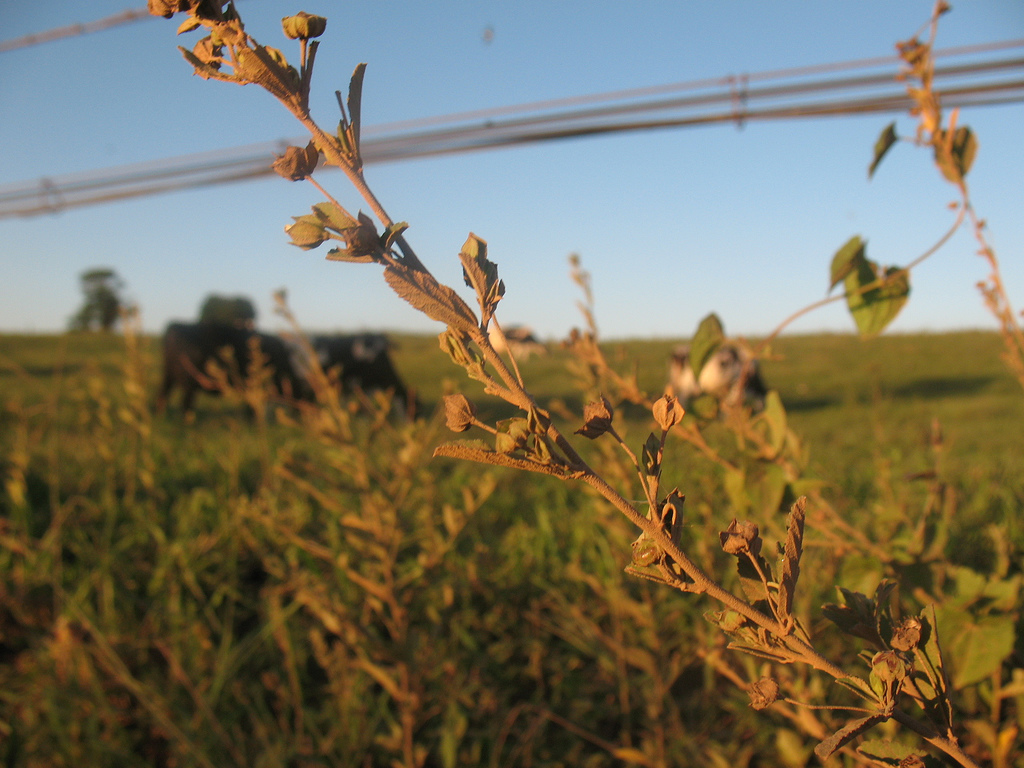
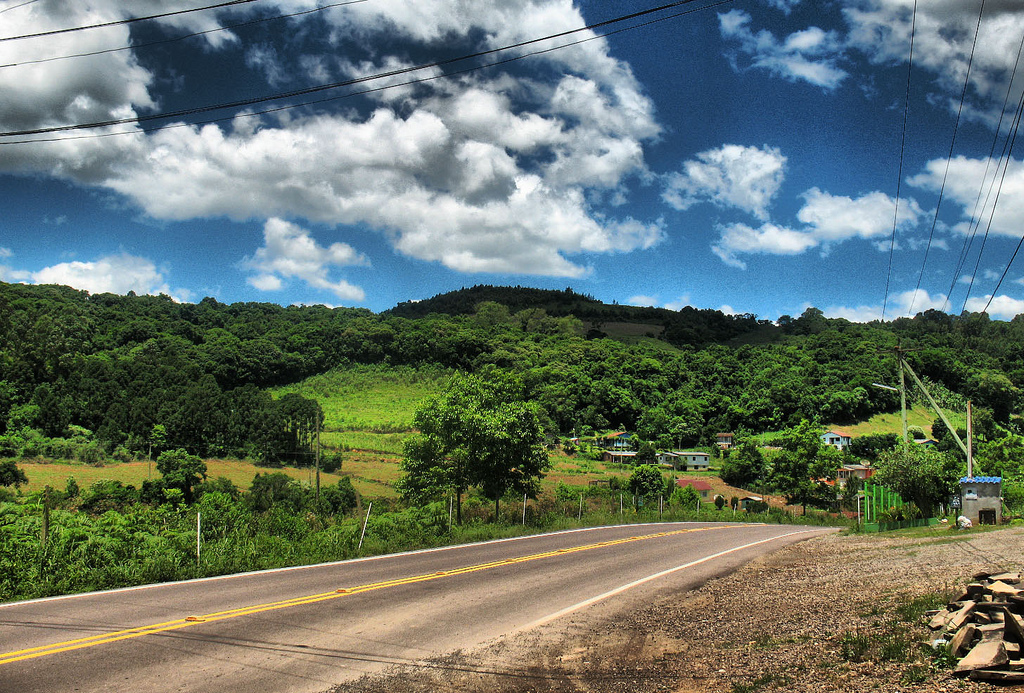
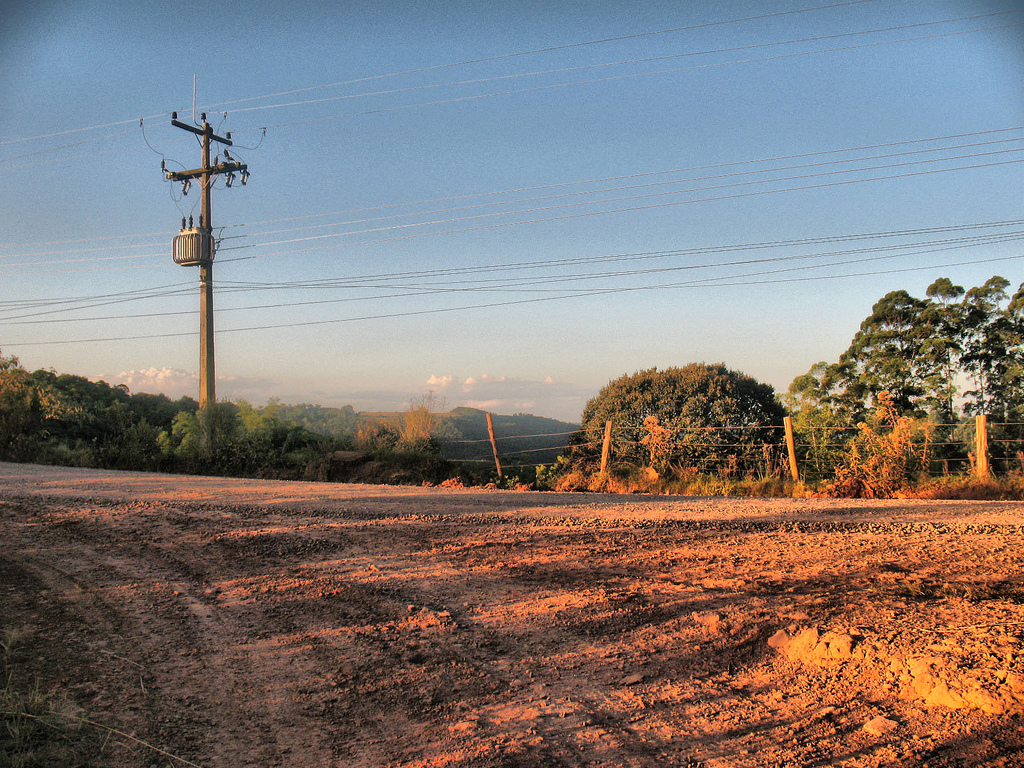
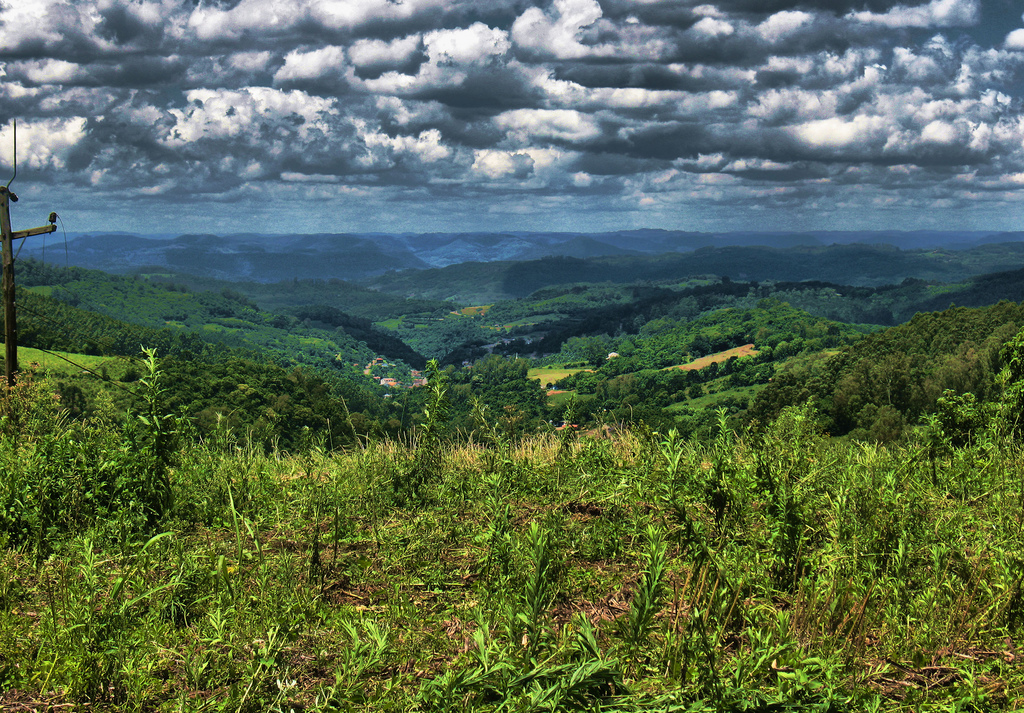
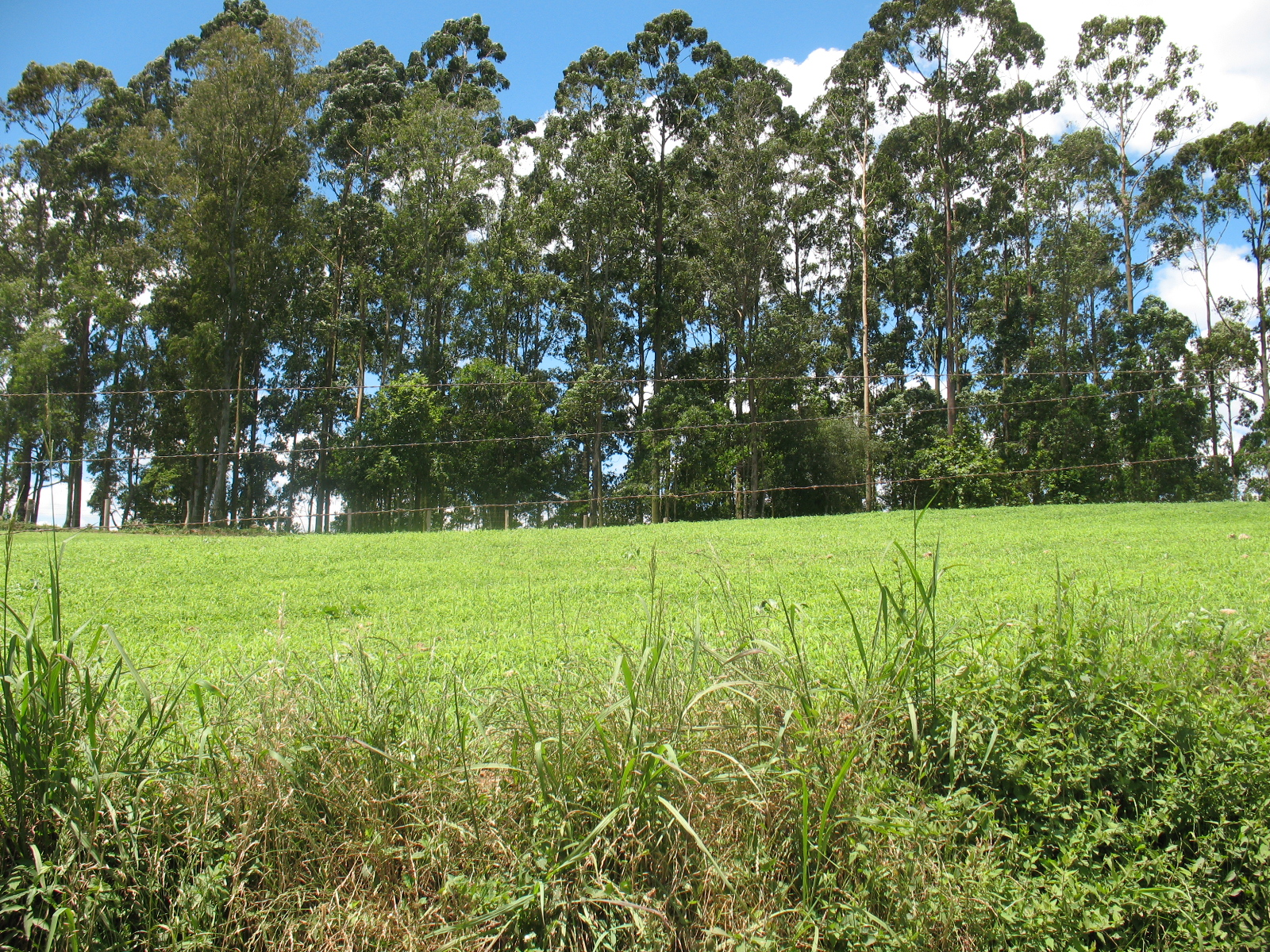